# Can't Feel My Face
Can't Feel My Face è un singolo del cantante canadese The Weeknd, pubblicato l'8 giugno del 2015 come terzo estratto dal secondo album in studio Beauty Behind the Madness.
È stato candidato ai Grammy Awards 2016 per il riconoscimento alla registrazione dell'anno.

## Descrizione
Il brano è stato prodotto da Max Martin e Ali Payami e si caratterizza per le sonorità maggiormente pop, diversamente dallo stile alternative R&B che hanno contraddistinto gran parte delle precedenti pubblicazioni dell'artista. Nel brano diversi critici hanno notato un'incredibile somiglianza a molti brani di Michael Jackson e Bruno Mars, sia nello stile musicale che in quello vocale. Inoltre, il brano è stato definito da Andy Kellman di AllMusic come «una elegante fetta di disco-funk retrò-moderno».
Il testo racconta la dipendenza alla cocaina del cantante, parlandone implicitamente metaforizzando il tutto: quest'ultima viene infatti personificata e parafrasata come una ragazza che non gli porta altro che guai, facendolo però sentire bene e tirando fuori il meglio di sé; nel ritornello viene poi detto quasi in modo esplicito, infatti il testo "Non riesco a sentire la mia faccia quando sono con te, ma mi piace" si riferisce in maniera esplicita a uno dei principali effetti collaterali dell'uso della suddetta droga, ovvero la perdita della sensibilità dal viso.

## Accoglienza
Can't Feel My Face ha ricevuto il plauso generale della critica che ha lodato sia lo stile musicale che il testo del brano. La rivista Spin lo ha definito «un brano pop perfetto», elogiando specialmente il sound del brano e paragonandolo a quello del brano Uptown Funk di Mark Ronson e Bruno Mars, mentre Consequence lo ha paragonato a quello di Michael Jackson, parere condiviso anche dal sito Pitchfork, che ha scritto che il brano potrebbe essere inserito in Thriller di Jackson, lodando anche il testo.
Il settimanale Time lo ha definito il miglior brano del 2015, mentre Complex lo ha definito un brano destinato a diventare «un classico» nel mondo pop. Infine il periodico Rolling Stone lo ha posizionato al primo posto nella sua lista relativa ai 50 migliori brani del 2015.

## Video musicale
Il video è stato reso disponibile il 28 luglio 2015 attraverso il canale YouTube del cantante e mostra quest'ultimo eseguire il brano su un palcoscenico all'interno di un bar. All’inizio gran parte del pubblico non sembra gradire l'esibizione. Successivamente un uomo lancia un accendino verso il cantante dandogli fuoco, quest'ultimo, avvolto dalle fiamme, continua ad esibirsi con il pubblico che inizia ad apprezzare l'esibizione. Mentre il brano sta per terminare il cantante si dirige fuori dal locale continuando a prendere fuoco.

## Tracce
Testi e musiche di Abel "The Weeknd" Tesfaye, Max Martin, Savan Kotecha, Peter Svensson e Ali Payami, eccetto dove indicato.
Download digitale, CD promozionale (Regno Unito)
1. Can't Feel My Face – 3:35

CD (Europa)
1. Can't Feel My Face – 3:35
2. The Hills – 4:02 (Abel "The Weeknd" Tesfaye, Ahmad "Belly" Balshe, Emmanuel Nickerson, Carlo Montagnese)

Download digitale – remix
1. Can't Feel My Face (Martin Garrix Remix) – 4:12

## Formazione
Musicisti
- Abel Tesfaye – voce
- Ali Payami – programmazione, batteria, sintetizzatore, tastiera, basso
- Peter Svensson – chitarra, tastiera aggiuntiva
- Max Martin – programmazione aggiuntiva

Produzione
- Max Martin – produzione
- Ali Payami – produzione
- Sam Holland – registrazione, ingegneria del suono
- Cory Bice – assistenza tecnica
- Jeremy Lertola – assistenza tecnica
- Peter Carlsson – montaggio parti vocali
- Șerban Ghenea – missaggio
- John Hane – assistenza al missaggio

## Successo commerciale
Il brano ha subito avuto un enorme impatto nelle classifiche mondiali, riuscendo in un mese e mezzo ad entrare nelle top 10 in 14 Paesi, divenendo così il più grande successo dell'artista. Negli Stati Uniti d'America il singolo ha esordito al 24º posto della Billboard Hot 100 e vendendo 93 000 copie digitali, mentre nella sua ottava settimana di permanenza ha raggiunto la vetta della classifica superando Cheerleader di Omi, segnando in tal mondo la sua prima numero uno nel paese.
Il singolo ha avuto successo anche in Australia, Nuova Zelanda e Regno Unito, occupando rispettivamente il secondo, primo e terzo posto delle classifiche ufficiali.

## Classifiche

### Classifiche settimanali
| Classifica (2015)         | Posizione massima |
| ------------------------- | ----------------- |
| Australia                 | 2                 |
| Austria                   | 14                |
| Belgio (Fiandre)          | 13                |
| Belgio (Vallonia)         | 24                |
| Canada                    | 1                 |
| Danimarca                 | 1                 |
| Finlandia                 | 11                |
| Francia                   | 5                 |
| Germania                  | 14                |
| Irlanda                   | 1                 |
| Italia                    | 9                 |
| Lussemburgo               | 5                 |
| Norvegia                  | 5                 |
| Nuova Zelanda             | 1                 |
| Paesi Bassi               | 3                 |
| Portogallo                | 9                 |
| Regno Unito               | 3                 |
| Spagna                    | 12                |
| Stati Uniti               | 1                 |
| Stati Uniti (R&B/Hip-Hop) | 1                 |
| Svezia                    | 6                 |
| Svizzera                  | 8                 |

### Classifiche di fine decennio
| Classifica (2010-19) | Posizione |
| -------------------- | --------- |
| Stati Uniti          | 63        |